# Гіпполая
Гіпполая — гора, згадана в описові Скіфії Геродота (Книга IV «Мельпомена». 52). Ось свідчення «батька історії» Геродота : 
|  | Борисфен тече аж поблизу моря і там разом з Гіпанісом вливається в один і той самий лиман. Шмат же краю між обома ріками називається гора Гіпполая і на ньому стоїть святилище Деметри; за святилищем над Гіпанісом живуть борисфеніти. |

В перекладі А.О.Білецького  цей фрагмент звучить так:
|  | Там, де Борісфен наближується до моря, з ним з'єднується Гіпаній, що вливається в те саме мілководдя. Вузька смуга суходолу, що утворюється між цими ріками, називається мисом Гіпполая і на ньому побудовано святилище Деметри. А за святилищем на березі Гіпанія живуть борісфеніти. |